# Канюк-авгур
Канюк-авгур (лат. Buteo augur) — вид птиц из семейства ястребиных. Подвидов не выделяют.

## Распространение
Обитают в Африке на территории Эфиопии, в западной части Эритреи, нагорьях севера Сомали и далее через Восточную Африку до Зимбабве, а также на юго-западе Анголы и в северной и центральной части Намибии.

### Buteo archeri
Популяция из северной части Сомали ранее считалась отдельным видом (Buteo archeri), а затем морфой данного вида. Необходимы дополнительные исследования для выяснения её статуса.

## Описание
Длина тела 48-60 см. Самки тяжелее самцов.
Существует несколько вариантов окраски (морф).

## Биология
Питаются в основном ящерицами, змеями, грызунами, в меньшей степени иными мелкими млекопитающими и птицами, насекомыми, земноводными и падалью. В кладке чаще всего бывает два яйца. Старший птенец обычно убивает вылупившегося позже сиблинга.